# خوسيه لويس سانتوس دي فيستاكان
خوسيه لويس سانتوس دي فيستاكان (بالبرتغالية: Zé Luís‏) (مواليد 23 مارس 1979)، هو لاعب كرة قدم سابق كان يلعب كلاعب وسط.

## وصلات خارجية
- خوسيه لويس سانتوس دي فيستاكان على موقع رابطة كرة القدم اليابانية للمحترفين (اليابانية)
- خوسيه لويس سانتوس دي فيستاكان على موقع قاعدة بيانات كرة القدم.إي يو (الإنجليزية)
- خوسيه لويس سانتوس دي فيستاكان على موقع Soccerway.com (الإنجليزية)
- خوسيه لويس سانتوس دي فيستاكان على موقع عالم كرة القدم.نت (الإنجليزية)